# زواج مدبر
الزواج المدبر هو نوع من الرباط الزوجي حيث يتم اختيار العروس والعريس بواسطة آخرين، لاسيما أفراد الأسرة، مثل الوالدين. وقد يتم اللجوء إلى خاطبة، وفقًا للثقافة. على مر التاريخ، برزت الزيجات المدبرة في العديد من الثقافات. ولا تزال هذه الممارسة شائعة في العديد من المناطق، خاصة في جنوب آسيا، على الرغم من تراجعها بصورة كبيرة في العديد من المناطق حول العالم خلال القرنين التاسع عشر والعشرين.
يمكن أن يتخذ الزواج المدبر العديد الأشكال التي تتراوح بين الزواج القسري (حيث لا يكون لأحد الطرفين أو كليهما خيار)، إلى الزواج بالتراضي (حيث يسمح العروس والعريس للأطراف الخارجية بجمعهم). رغم أن الزواج القسري لا يزال يمارس بعض الثقافات، إلا أنه لا يتسق مع المعايير الدولية وقد أدانته الأمم المتحدة. خاصة زواج الأطفال القسري.
ومع ذلك، فإن العديد من الثقافات تمارس الزواج المدبر بالتراضي. وهو أكثر انتشارًا في البلدان الفقيرة على الرغم من أنه شائع أيضًا في بعض البلدان الأكثر ثراءً.
يعرف الزواج المدبر في الشرق الأوسط وشمال أفريقيا بالزواج التقليدي.

## التاريخ
كان الزواج المدبر شائعًا جدًا خلال العالم وحتى القرن 18. وقد كان الزواج في الغالب مرتبًا بواسطة الآباء، أو الأجداد، أو أقارب آخرين. هناك بعض الاستثناءات تاريخياً، مثل طقوس الخطبة أثناء فترة عصر النهضة في إيطاليا، وزواج يسمى Gandhavra  في فترة ديانة الفيدا الهندية «نسخة قديمة من الهندوسية».
في الصين، يسمى الزواج المدبر بالزواج الأعمى، حيث كان قبل القرن 20 عبارة عن مفاوضات وقرارات بين الآباء وكبار في العائلتين، ثم يتم إخبار الولد والبنت بأن يتزوجوا، بدون إعطائهم حق الموافقة، حتى لو لم يتقابلا طيلة حياتهم. كان الزواج المدبر هو الأساس في روسيا قبل القرن العشرين.
حتى نصف القرن العشرين، كان الزواج المدبر شائعًا بين العائلات المهاجرة في الولايات المتحدة. كانوا أحيانا يسمونه picture bride marriage. بين الأمريكيين اليابانيين المهاجرين، حيث يتبادل العريس والعروس الصور الفوتوغرافية لمعرفة بعضهم البعض، قبل الزواج. وهذا الزواج يتم ترتيبه عن طريق الآباء أو أقارب من نفس بلدهم، بمجرد أن يستقل المهاجرون ويختلطوا بثقافة جديدة. في البداية انتقل الزواج المدبر إلى شبه زواج مرتب، حيث الآباء أو الأصدقاء يقومون بتقديم الاشخاص إلى بعضهم، ومن ثم يتقابلان قبل الزواج. مع مرور الوقت أصبح الزواج بين أحفاد المهاجرين يمتاز بالاستقلال وباختيار الأشخاص أنفسهم.
تراجع الزواج المدبر وقل جدًا، في الدول المزدهرة ومع السرعة التي تسود العالم حيث مواقع التواصل الاجتماعي، وازدياد الفردية. وعلى الرغم من ذلك، لا يزال الزواج المدبر موجود في دول أوروبا وأمريكا الشمالية بين العائلات الملكية، والأرستقراطيين، والأقليات الدينية مثل ما يحدث في زواج التنسيب placement marriage  بين مجموعات الأصوليين المرمون في الولايات المتحدة.

## مقارنات

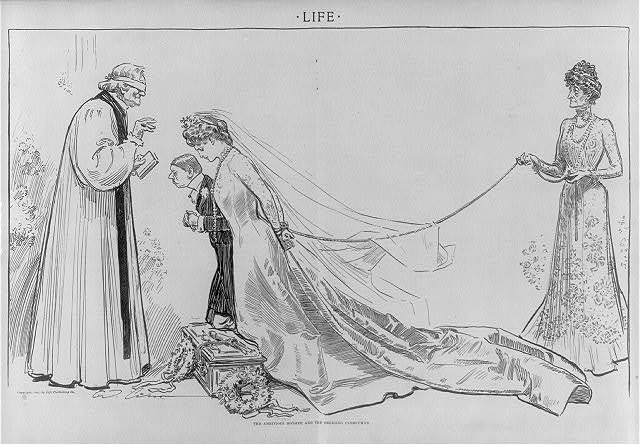
الأم الطموحة ورجل الدين الملزم - كاريكاتير لتشارلز دانا جيبسون يصور الزيجات المدبرة في أوائل القرن 20 في الولايات المتحدة. تصر الأم على تزويج ابنتها لرجل على أساس الثروة أو لقب الأرستقراطية، دون النظر إلى رغبات الفتاة. وقد تم تصوير رجل الدين وهو يبرم الزواج معصوب العينين.

ينقسم الزواج إلى أربع فئات تبعا للدراسات العلمية:
- زواج مرتب بالقوة forced arranged marriage : وهو اختيار الآباء أو الواصيين، دون استشارة الزوجين، ودون ان يكون لهم الحق في إتخاذ أي قرار.
- يختار الآباء أو الواصيين، ثم تتم استشارة الأفراد، ولدى كل الفرد حق الرفض. أحيانًا يتقابل الفردين خلال جلسة عائلية، أو بشكل خاص، قبل الخطوبة والزواج، ويشيع هذا بين اليهود الأرثوذكس.
- يختار الأفراد، ثم تتم استشارة الآباء أو الواصيين، ويمكن لهم حق النقض.
- زواج ذاتي autonomous marriage  زواج قائم على اختيار الأفراد: يختار الأفراد، ولا تتم استشارة الآباء أو الواصيين قبل الزواج.

قام عالمان وهم جاري لي Gary Lee ولورين ستون Lorene Stone بدراسة وجدوا بها أن أغلب زواج البالغين في التاريخ الحديث، هي أمثلة من الزواج المدبر المثالي أو الزواج الذاتي المثالي. وكذلك فعل برودي Brody  وجرين Greene، فبعد دراستهم 142 ثقافة حول العالم، وجدوا أن 130 ثقافة لديها عناصر من الزواج المدبر. تم رؤية أمثلة للزواج المدبر بالقوة في بعض المجتمعات، وتحديدا في حالات الزواج للفتيات تحت سن العشرين.

## الأنواع
هناك أنواع عديدة من الزواج المدبر. وبكل تلك الأنواع يتم استشارة العريس والعروس، أما إذا لم يتم استشارتهم، فيعتبر زواجًا بالإكراه:
- الزواج المدبر من خارج العائلة arranged exogamous marriage : يختار طرف آخر العريس أو العروسة، بغض النظر عن اختلاف الثقافة أو البيئة الاجتماعية. «العائلة تعني نفس القبيلة، المجتمع، الثقافة... الخ»
- الزواج المدبر من داخل العائلة arranged endogamous marriage : وهو زواج يكون بين أفراد لديهم نفس الثقافة ومن نفس القبيلة أو البيئة الاجتماعية.
- زواج الأقارب consanguineous marriage : هو نوع من أنواع الزواج المدبر من داخل العائلة،[20] يتضمن الزواج بين أبناء العم، بين العم وابن الأخت..إلخ. الأكثر انتشارا هو زواج أبناء العم، حيث يمثل 25: 40 % بين الزيجات في السعودية وباكستان، ويمثل في المجمل 65 : 80 % في مناطق عديدة بشمال إفريقيا ووسط آسيا.[21][22]

وعادة يكون لكل من العروس والعريس في جميع أنواع الزيجات الحق في الموافقة أو الرفض؛ إذا لم لأحد منهما أو كليهما الحق في ذلك، فإنه يطلق عليه زواج القسري.
الزواج المدبر بين غير الأقارب  Non-Consanguineous arranged marriage هو الزواج الذي لا يتشارك فيه الزوجان أحد الأجداد أو الأسلاف القريبين، وينتشر هذا النوع بين الهندوس والبوذيين في جنوب آسيا، وشرق آسيا، وبعض دول افريقيا وأمريكا اللاتينية.
هذا النوع ضد قوانين عديد من الأماكن في الولايات المتحدة وفي أوروبا. وفي المملكة المتحدة، يعتبر زواج العم من ابنة الأخت محرمًا وغير قانوني. كما هناك دعاوى إلى منع زواج أبناء العم، ولكنه قانوني. ينتشر زواج الأقارب في الدول الإسلامية وبين المهاجرين من دول إسلامية إلى مناطق أخرى، ولكنه غيرمحبب في المسيحية، والهندوسية والبوذية. كما أنه انتشر في المجتمعات اليهودية قبل القرن العشرين، ولكن قلت النسبة إلى 10% في الأوقات الحديثة.

## الأسباب والانتشار
على مر تاريخ الإنسانية، تم تشجيع الزواج المدبر بسبب العديد من العوامل مثل زواج الأطفال، والتقاليد، والثقافة، والدين، والخيارات المحدودة، والإعاقة، وقضايا الثروة والميراث، والسياسة، الصراعات الاجتماعية والعرقية.

### زواج الأطفال
إن زواج الأطفال، لا سيما من تقل أعمارهم عن 12 عامًا، لا يدع للفرد فرصة كبيرة في الاختيار الحر والمدروس حول الزواج. لذلك فعادة ما تكون زيجات القصر مدبرة بشكل ضمني. في المناطق الريفية في أفريقيا، وجنوب آسيا، وأمريكا اللاتينية، يضع الفقر ونقص الخيارات الأطفال في مواجهة مع الفرص المرتفعة للزواج. يمكن رؤية زواج الأطفال في المناطق المعدمة، حيث يخطط الآباء لتزويج للأطفال، لضمان أمنهم المادي، وتعزيز الروابط الاجتماعية، ظنًا منهم أن هذا يوفر لهم الحماية. كما يقلل الزواج من العبء والمسئولية على الآباء، فيقومون بتزويج بناتهم إلى عائلات ذات دخل، حتى يوفروا ما يقدمونه لها من طعام وملابس والتعليم أحيانًا.

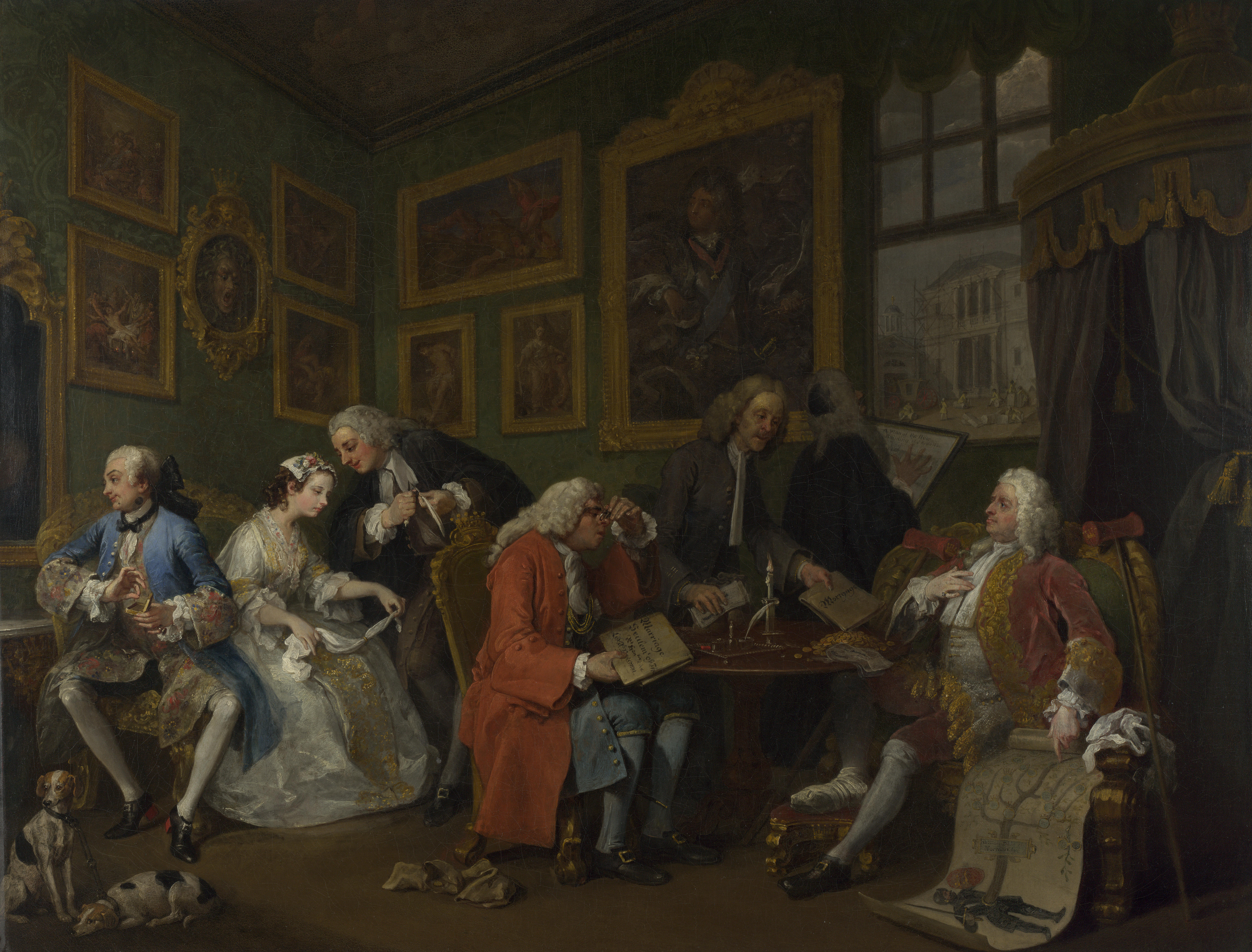
"الزواج على الموضة" لوليم هوجرت: هجاء الزواج المدبر وتنبؤ بكوارث تالية.

في المجتمعات التي ترتفع بها معدلات زواج القصر، يكون الزواج مرتبًا بواسطة الآباء. أكثر الدول التي بها زواج مرتب هي: النيجر، وتشاد، وبنجلاديش، وأفغانستان، وباكستان، وكينيا، ومالي، وغينيا، واليمن، ووسط أفريقيا، كما تم ملاحظة زواج القصر في أجزاء من الأمريكتين.

### الفقر
في المجتمعات الفقيرة، كل شخص بالغ يحتاج أن يأكل هو عبء مستمر. فنجد الزواج المدبر للفتاة هو وسيلة لتقليل ذلك العبء. تم ملاحظة تلك العلاقة بين الفقر والزواج المدبر، عن طريق ملاحظة الانخفاض السريع في معدلات الزواج المدبر في دول آسيا التي يرتفع اقتصادها، تردد الآباء في تزويج فتياتهم حيث أنهم يذهبن إلى العمل.

### تأخر سن الفتاة
تأخر سن الفتاة، خاصة بعد بلوغها 30 سنة، يقلل من فرص الزواج لديهن بشكل مستقل ونابع من قراراتهن، مما يدفعهم إلى الزواج المدبر، حيث يجدن فيه وسيلة فعالة. على سبيل المثال، تصل 40% من الفتيات اليابانيات سن 29 دون زواج، ويرجع السبب في ذلك جزئيًا إلى الازدهار الاقتصادي. وللمساعدة في تأخر الزواج، هناك عادة تقاليد للزواج المدبر تسمى Miai-Kekkan وهي عباره عن جلسة، يكون بها العريس والعروس المتوقعين، العائلة، الأصدقاء وخاطب أو خاطبة، ويتقابل الفردان لمدة 3 مرات قبل اتخاذ قرار الزواج.

### الخيارات المحدودة
لدى أفراد الأقليات العرقية المهاجرة خيارات محدودة في الزواج، خاصة عندما يتم تنميطهم، أو فصلهم، أو تجنبهم من قبل غالبية السكان. وهو ما يشجع على الزواج المتكافئ والزواج المدبر ضمن المجموعة العرقية. مثل ما حدث في زيجات السيخ في كندا التي تمت في الفترة بين 1910 وحتى 1980، والزيجات المتكافئة شبه المدبرة بين أفراد من أصول أوروبية من جنوب أفريقيا، والزيجات المدبرة بين اليهود الحاسيديم، والزيجات بين المهاجرين إلى الولايات المتحدة من اليابان قبل عام 1960، والذين كانوا يعودون إلى اليابان لإتمام الزواج الذي رتبته العائلة، ثم يعودون إلى الولايات المتحدة مرة أخرى. وأحيانا كان يتم إرسال الفتاة اليابانية إلى الرجل لتتزوجه بدون رؤيته مسبقاً.

### الإعاقة الجسدية
تزيد الإعاقات الجسدية من احتمالية الزواج المدبر، أو حتى الزواج القسري في العديد من أجزاء العالم. ذكر أوكونجو Okonjo، أن الإعاقات الجسدية في العروس أو العريس هي إحدى الأسباب المؤدية إلى الزواج المدبر في نيجيريا.
العديد من الثقافات في العالم تسودها تقاليد تسعى في مجملها إلى الزواج المدبر الذي يخرج عن إطار الأسرة / أفراد الدم الواحد. تتم ممارسة تلك العادة كثيراً في ثقافة الهندوس، حيث ينتمي العريس والعروس إلى نفس الطبقة، ولكنهم غير أقارب، وليسوا مقربين في الدم، كما أنهم ليسوا من نفس العائلة. أمثلة أخرى للثقافات التي تتبع ذلك النوع من الزواج، تتضمن الأميش في الولايات المتحدة، وكذلك اليهود الأرثوذكس في كندا، والولايات المتحدة، وإسرائيل، وغرب أوروبا، والمسيحيين العرب مثل الأقباط في مصر. كان يتم تقييد حرية الزواج، لضمان عدم الأطفال من خارج دم العائلة، أي خارج إطار المجموعة أو القبيلة. وكان من الممكن أن تتم خطبة الفتاة قبل أن تولد بعد.

### العادات والتقاليد
نتائج بعض العادات في الزواج المدبر، على سبيل المثال، في المناطق الريفية في باكستان، أفغانستان، النزاعات والديون الغير مدفوعة في الجرائم، مثل الجرائم التي يتم تسويتها بواسطة مجلس يضم كبار القرية ويطلق عليه Jirga. ومن بين العقوبات التي يتم فرضها على الجرائم المرتكبة من قبل ذكور، إرغام العائلة المذنبة على تزويج ابنتها العذراء التي يتراوح عمرها بين 5 و 12 عامًا لابن العائلة الأخرى. تلك العادة لا تتطلب موافقة الفتاة أو حتى الآباء. ذلك الزواج المدبر للأطفال يسمى بعادة Vani، وفي بعض المقاطعات في باكستان، يطلق عليها Swara  أو Sak.
تنتشر عادة أخرى في الدول الإسلامية مثل باكستان، هي Watta Satta، حيث يتزوج أخ واخت من عائلة واحده إلى أخ واخت من عائلة أخرى، حيث يحدث تبادل بين العائلتين. تلك العادة المتأصلة تعود إلى نوع مرتب من الزواج.
حوالي 30% من جميع الزواجات في المناطق الريفية الغربية لباكستان، تتم من نوع Watta Satta، و75% من الزواج عند المسلمين، تتم بين أبناء العم أو الأقارب من نفس الدم. حيث تفضل العائلات المهاجرة ذلك النوع من الزواج المدبر.

### السياسة

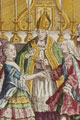
1770، أرسلت الإمبراطورة ماريا تيريزا ماريا أنطونيت (14 عام) إلى فرنسا لتتزوج من لويس أوغست

يسود الزواج المدبر بين الملوك والطبقة الأرستقراطية، حيث يكون الزواج من أجل نشر السلام، والتجارة، والتحالفات السياسية. فمثلا، عندما يقوم ملك بتزويج ابنه إلى فتاة من الأسرة الحاكمة في ولاية أخرى، هذا يدل على تحالف بين الاثنين. كما يشير إلى التشارك بين الاثنين. على سبيل المثال، الابنة الرابعة لماريا تيريزا، ملكة النمسا والمجر ماري انطوانيت، تزوجت من الأمير المتوج «الملك المنتظر»، لويس السادس عشر.

### قضايا الميراث

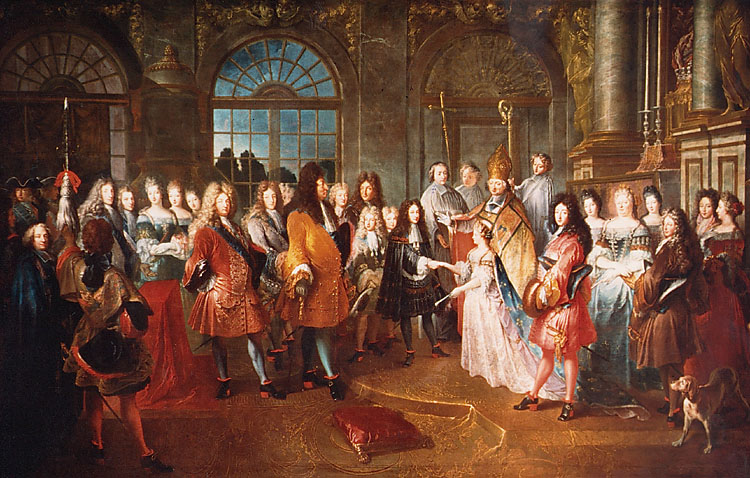
الزواج المدبرعام 1697، حيث تزوجت ماري أديلايد من سافوي من لويس، دوق بورغوندي وريث عرش فرنسا، كنتيجة لمعاهدة تورينو (1696). خلق الزواج تحالفاً بين لويس الرابع عشر ودوق سافوي.

خلال تاريخ الإنسانية، كان الزواج مؤسسة اجتماعية، التي تنتج الأطفال وتنظم الميراث من جيل إلى جيل آخر. حيث تلجأ ثقافات متعددة، وخاصة العائلات الملكية والطبقة الأرستقراطية فاحشة الثراء، إلى ترتيب الزواج من أجل حماية الميراث.
هناك طريقة يابانية تعد من طرق الزواج المدبر، تسمى Shim-Pua، يحدث فيها أن تتزوج ابنة عائلة فقيرة إلى ابن عائلة غنية، لتصبح الفتاة خادمة لهم.
يعتقد الآباء أن تلك أفضل وسيلة لتهرب الفتاة من الفقر.
طريقة أخرى للزواج تسمى Zhaozhui، وهي عادة مرتبطة بأن عائلة غنية لا تمتلك وريث، تقوم بزواج مرتب مع ابن عائلة أخرى، ويقوم الابن بالانتقال إلى العائلة الغنية، وأخذ اسم العائلة، والزواج من ابنتهم. ساعدت مثل هذه الزيجات المدبرة على الحفاظ على الوراثة في الدم. كانت الزيجات المدبرة المماثلة المماثلة للحفاظ على ميراث الثروة شائعة في كوريا واليابان وأجزاء أخرى من العالم.

### المهر
في العديد من الثقافات، بالأخص في أفريقيا والشرق الأوسط، يقوم الرجل بتقديم مبلغ من المال إلى عائلة الفتاة المراد زواجها، حتى يحصل على حق الزواج منها. وهو ما يجعل من الفتيات شيئًا ثمينًا في سوق الزواج. ويطلق عليه «المهر» أو bride-wealth (ثروة العروس)، قضلاً عن العديد من الأسماء المحلية مثل مثل Lobola و Wine Carrying.. تأخذ العائلة المهر، ويعد مصدر دخل للعديد من الأسر الفقيرة. ويتم إعطاء الفتاة لمن يقدم أعلى مهر. في بعض الدول، كلما كانت الفتاة صغيرة، كلما ارتفعت قيمة المهر. تلك العادة تؤثر اقتصاديًا على الأسر. حيث تعتبر الأسرة تلك الصفقة وسيلة لزيادة دخل الأسرة. كما يعد المهر سببًا لتهريب الأطفال وزواجهم.

### الدين
تعترف بعض طوائف الأديان بالزواج فقط خلال معتقدها، أي بين أفراد الدين فقط. مثلا يحرم الإسلام زواج بنات المؤمنين من رجال لا ينتمون إلى الإسلام. بعبارة أخرى، يتم تحريم زواج المسلمة إلى غير المسلم. ويتعرض من يخالف ذلك لعقاب ديني شديد. وهذا يسبب انتشار الزواج المدبر بين السكان المسلمين في أوروبا. بعض طوائف المسيحية، تسمح بالزواج بين مسيحيين وغير مسيحيين.

## الجدل

### حقوق الإنسان
هناك العديد من المنظمات العالمية، تتضمن اليونيسف، التي تنظم وتحاول وضع القوانين لمنع الزواج المدبر للأطفال، وكذلك الزواج القسري المدبر. وتغطي المادة 15 و 16 من اتفاقية القضاء على جميع أشكال التمييز ضد المرأة (CEDAW) بصورة خاصة قانون الزواج والأسرة، الذي يدعم مثل الحظر.
يعد الزواج المدبر مادة للمناظرة، فهناك آراء عديدة حول الموضوع . ترى الناشطة شارلوت بنش Charlotte Bunch، أن الزواج المدبر عن طريق الآباء وأعضاء العائلة يفترض أن الشخص المقصود مغاير الميول الجنسية، ويعتبر ضغطًا على الأفراد، ويجعلهم يدخلون في علاقات تحت الإكراه. ويقترح رانش أن الزواج يجب أن يكون قائمًا على قرارات الأفراد أنفسهم. وعلى النقيض هناك آراء بأن منع الزواج المدبر من الممكن أن يتسبب في أذى للأفراد الذين يرغبون في الزواج. ومن الممكن أن يتسبب ذلك في الاكتئاب لهم.

### الاستقرار
ارتفعت معدلات الطلاق في دول الاتحاد الأوروبي والولايات المتحدة، مع ازدياد معدلات الزواج القائم على قرار الأفراد فقط.
أقل معدلات طلاق في العالم هي في الثقافات التي بها معدلات مرتفعة من الزواج المدبر، مثل الأميش في الولايات المتحدة 1%، والهندوس في الهند 3%، واليهود الأرثوذكس في إسرائيل 7%. تبعاً لدراسة عام 2012، تبلغ نسبة الزواج المدبر 53.25% من الزيجات حول العالم. معدلات الطلاق في العالم 6.3%، مما يظهر نجاح معدل الزواج المدبر في العالم. كان ذلك تحفيزًا للدراسات أن تسأل إذا كان الزواج المدبر أكثر استقرارا عن الزواج القائم على اختيار الأفراد أنفسهم فقط. اقترح بعض الأشخاص انه ليس بالضرورة أن يكون هناك ارتباط بين معدلات الطلاق المنخفضة وبين الاستقرار، حيث يجد العديد من الأشخاص صعوبة في اتخاذ قرار مثل الطلاق، لأنه في بعض الأحيان يمثل وصمة عار في بعض الثقافات.
هناك فرق في معدلات الطلاق الملحوظة بين الأنواع المختلفة للزواج المدبر، حيث ترتفع معدلات الطلاق في الدول الإسلامية التي بها زواج أقارب، بشكل ملحوظ جدا. مثل دول، مصر، وتركيا، وقطر، والسعودية. تتراوح النسبة بين 20% إلى 35%. أما الزواج المدبر بين غير الأقارب، فتمثل نسبة الطلاق 10%، ومنهم اليهود الأرثوذكس في إسرائيل، والهندوس في الهند.

## الحجج المؤيدة والمعارضة للزواج بالاتفاق

### الحجج المؤيدة
هناك العديد من الحجج التي تؤيد الزواج بالاتفاق. ومن اشهرها :
- عملية الزواج المدبر في الوقت الحاضر تنسق لاعتبارات عملية، على خلاف ما كان يتم في الماضي من اتباع صارم للتقاليد في كثير من الأحيان، يمكن للوالدين الإسهام في حياة الذرية من خلال الاستفادة من خبرتهم لأجل اختيار الرفيق المناسب له / لها. والمغالطات المنتشرة عن الزواج المدبر أنه يتطلب أن قيام الزوج والزوجة بواجبهم التقليدي (الزوج يعمل والزوجة ربة بيت).
- في الثقافة الخاصة بالأجزاء الأكثر تطورًا في الهند، يُعتبر التفريق بين الزواج المدبر والزواج بالتعارف زائفاً، خاصة مع انتشار ظاهرة «الزواج بالتنسيق الذاتي» وزيادة حجم الحرية في الاختيار للطرفين.[97][98]
- الإحصاءات وضعت نسبة طلاق الزيجات بالإتفاق أقل بكثير من تلك الموجودة في الولايات المتحدة، حيث الزواج عن طريق الاختيار الشخصي هو القاعدة.[99] أيضاً، نسبة الطلاق في الزيجات بالإتفاق ليست سوى 4٪ ، مقارنة مع أستراليا حيث نسبة الطلاق فيها عبارة عن 40٪.[100]
- يسمح للأفراد الذين قد يكونون يواجهون صعوبة في العثور على رفيق، كعدم كفاءتهم اجتماعياً أو بسبب الإعاقة وغيرها.[101] بالعثور على رفيق ومن ثم الزواج منه.

### الحجج المعارضة
هناك العديد من الحجج التي تقف لصالح الزواج بالإتفاق، أكثرها شعبية هي:
- يعتمد نجاح الزواج المدبر على المنسقين أكثر من أي شيء آخر. الارتباط الإجباري، خاصة عندما يعتمد على المواصفات والقيم المهمة للمنسقين (العائلة، الأقارب... إلخ) قد لا يكون بنفس الأهمية للطرفين صاحبي العلاقة.
- تكون اختيارات الشخص محدودة بأحد المرشحين الذين تم اختيارهم من الوالدين أو كبار العائلة. لأن الارتباط يتم وفقاً للعادات والتقاليد، الخلفية الاجتماعية، المهنة.. إلخ. يستحيل مع ذلك حصول زواج من بيئة مختلفة أو مع طبقات اجتماعية أدنى أو أعلى.
- بحث تنسيق الزواج لأسباب اقتصادية، جاء به إدلند ولاجرلوف (2004) الذي جادل بأن الزواج بالتعارف يساعد على مراكمة الثروة، والنمو المجتمعي. ولكن لا يوجد أي إثبات لنظريته.